# Stuntney
Stuntney är en ort i Storbritannien.   Den ligger i grevskapet Cambridgeshire och riksdelen England, i den sydöstra delen av landet, 100 km norr om huvudstaden London. Stuntney ligger 8 meter över havet och antalet invånare är 200.
Terrängen runt Stuntney är mycket platt. Runt Stuntney är det ganska tätbefolkat, med 120 invånare per kvadratkilometer. Närmaste större samhälle är Ely, 2,6 km nordväst om Stuntney. Trakten runt Stuntney består till största delen av jordbruksmark.